# Luca Marrone
Luca Marrone (Turín, Provincia de Turín, Italia, 28 de marzo de 1990) es un futbolista italiano. Juega de centrocampista y su equipo es el Calcio Lecco 1912 de la Serie C.

## Trayectoria
Marrone inició su carrera como futbolista en el equipo juvenil de la Juventus. En 2009 fue ascendido al primer equipo y su debut oficial en la Serie A se produjo el 23 de agosto de 2009 en la victoria de su club por 1-0 sobre el ChievoVerona. El 1 de julio de 2010, Marrone junto con su compañero de equipo Ciro Immobile fue cedido en préstamo al Siena durante una temporada.
Hizo su debut con la camiseta de Siena el 18 de septiembre de 2010, contra el Atalanta siendo sustituido en el minuto 76 del juego. Al finalizar la temporada el Siena obtuvo el ascenso a la Serie A y Luca Marrone regresó a la Juventus. Logró marcar su primer gol con la Juventus el 13 de mayo de 2012 contra el Atalanta en el último partido de liga donde su club se consagró campeón invicto.
El 29 de enero de 2015 se daba como oficial su cesión por 6 meses con opción de compra al Córdoba de la Primera División de España, sin embargo en las pruebas médicas (previas a la firma del contrato) se le detectó una lesión en el bíceps femoral, dolencia que incluso podría obligarlo a realizarse una operación, por lo que, a pesar de que parecía todo cerrado, el pase se frustró. En julio de 2015 fue cedido en préstamo al Carpi F. C.
Luego de su paso por el Carpi Marrone fue cedido sucesivamente a diversos clubes: Hellas Verona, Zulte Waregem,Bari y de nueva cuenta al Hellas, contando en esta última cesión con una opción de compra obligatoria por parte del equipo amarillo-azul.
Tras convertirse en jugador propiedad del Hellas, Marrone fue cedido al Crotone para la temporada 2019-20, pasando a ser propiedad del club para el año futbolístico 2020-21.
El 31 de agosto de 2021 se anunció el fichaje de Marrone por la A. C. Monza, que por entonces militaba en la Serie B.Tras dos años en ese club el 30 de agosto de 2023 Marrone firmó con el Calcio Lecco 1912,el 1 de febrero de 2024 fue cedido a la US Cremonese por el resto de la temporada 2023-24, con una opción de compra, la cual no fue ejecutada, por lo que al finalizar el ciclo futbolístico regresó al Lecco.

## Selección nacional
Ha sido internacional con la selección de fútbol de Italia en las categorías sub-17, sub-19 y sub-21.

### Participaciones en Eurocopas
| Eurocopa                | Sede   | Resultado  |
| ----------------------- | ------ | ---------- |
| Eurocopa Sub-21 de 2013 | Israel | Subcampeón |

## Clubes
| Club                  | País    | Año       |
| --------------------- | ------- | --------- |
| Juventus F. C.        | Italia  | 2009-2010 |
| A. C. Siena           | Italia  | 2010-2011 |
| Juventus F. C.        | Italia  | 2011-2013 |
| U. S. Sassuolo Calcio | Italia  | 2013-2014 |
| Juventus F. C.        | Italia  | 2014-2015 |
| Carpi F. C.           | Italia  | 2015-2016 |
| Hellas Verona         | Italia  | 2016      |
| Zulte Waregem         | Bélgica | 2016-2017 |
| F. C. Bari            | Italia  | 2017-2018 |
| Hellas Verona         | Italia  | 2018-2019 |
| F. C. Crotone         | Italia  | 2019-2021 |
| A. C. Monza           | Italia  | 2021-2023 |
| Calcio Lecco 1912     | Italia  | 2023-2024 |
| U. S. Cremonese       | Italia  | 2024      |
| Calcio Lecco 1912     | Italia  | 2024-     |

## Palmarés

### Campeonatos nacionales
| Título              | Club           | País    | Año     |
| ------------------- | -------------- | ------- | ------- |
| Serie A             | Juventus F. C. | Italia  | 2011-12 |
| Supercopa de Italia | Juventus F. C. | Italia  | 2012    |
| Serie A             | Juventus F. C. | Italia  | 2012-13 |
| Supercopa de Italia | Juventus F. C. | Italia  | 2013    |
| Serie A             | Juventus F. C. | Italia  | 2014-15 |
| Copa Italia         | Juventus F. C. | Italia  | 2014-15 |
| Copa de Bélgica     | Zulte Waregem  | Bélgica | 2016-17 |